# Patoaventuras: La película - El tesoro de la lámpara perdida
Patoaventuras: La película - El tesoro de la lámpara perdida (en inglés DuckTales the Movie: Treasure of the Lost Lamp) es una película animada de aventura y fantasía de 1990, basada en la serie animada de televisión Patoaventuras.
La película fue estrenada en los cines por Walt Disney Pictures el 3 de agosto de 1990 y marcó la primera vez que Disney distribuyó una película animada que no fue producida por Walt Disney Feature Animation, siendo la primera película animada de Disney producida por Walt Disney Television Animation bajo el sello de Disney MovieToons y animada por Walt Disney Animation France S.A. El cortometraje Dude Duck protagonizado por el Pato Donald acompañó a la película durante su estreno en cines. Al mismo tiempo, se lanzó una adaptación de cómic, con una portada idéntica al póster teatral.
Aunque recibió reseñas positivas de los críticos, la película tuvo un rendimiento inferior en la taquilla, ganando solo 18,1 millones de dólares con un presupuesto de 20 millones de dólares, lo que fue el resultado de la cancelación de varias películas planificadas de Patoaventuras.

## Sinopsis
Scrooge McDuck (Tío Rico/Tío Gilito), Huey, Dewey y Louie (Hugo, Paco y Luis/Juanito, Jaimito y Jorgito), Rosita Vanderquack, y Joe McQuack viajan al Oriente Medio en busca del tesoro de Callie Baba y sus cuarenta ladrones. Van acompañadas de Dijon, un hombre humilde que es contratado como guía para llevarles hasta un antiguo templo. Sin saberlo ellos, Dijon se encuentra bajo el empleo de Merlock, un viejo mago que tiene un tesoro muy específico en mente. Después de superar varias trampas, Scrooge se encuentra el tesoro, pero Dijon se escabulle con él. Rosita descubre lo que parece ser una lámpara de aceite ordinario que Scrooge a regañadientes, le da a ella cuando ve poco valor en aquel objeto. Atrapan al grupo en un foso de agua poco profunda llena de escorpiones gigantes. Sin embargo, Rosita posee lo que Merlock más quiere. Mientras tanto, Merlock encuentra a Dijon con el tesoro y se enfada con él porque el tesoro que quería - la lámpara - no se ha obtenido por el ladrón, obligando a los dos a intervenir.
De vuelta en Duckburg (Patolandia/Patoburgo), Rosita y los chicos descubren que la lámpara es en realidad una lámpara mágica que contiene un Genio que dice ser capaz de conceder tres deseos a cada uno. Con un total de doce deseos entre los cuatro, los utilizan en cosas como un helado gigante entre otras cosas para jugar. Una noche, Genio se asusta de una lechuza, y confiesa que pensó que podría haber sido su antiguo amo: Merlock, que después de haberle sido concedida la inmortalidad, poseía un talismán mágico que le dio el poder de cambiar de forma a voluntad. Rosita utiliza uno de sus deseos para que sus muñecas cobren vida. Uno de los chicos utiliza uno de sus deseos para revertirlo intentando evitar sospechas de los adultos. Cuando se combina con la lámpara, el talismán permite al usuario tener deseos ilimitados. Después del desastroso deseo Rosita y los chicos revelan la identidad de Genio a su tío Scrooge. Tras esto, Scrooge pide su tesoro perdido y se lleva a Genio a una fiesta arqueológica. En un desafortunado encuentro Dijon obtiene la lámpara por casualidad y la usa para obtener toda la fortuna de Scrooge. Scrooge es arrestado por invadir "su" propiedad, pero sus sobrinos y amigos pagan su fianza.
Scrooge, junto a sus sobrinos y amigos, se infiltran en la bóveda del dinero a fin de obtener la lámpara y revertir el desastre, sin embargo Merlock no se queda atrás. Merlock toma la lámpara para sí mismo y convierte el edificio en una gigantesca fortaleza flotante, arrastrando a los intrusos con él. Durante un enfrentamiento con Scrooge, Merlock ordena a Genio lanzar a Scrooge por el abismo para acabar con él, sin que Genio no tenga más remedio que obedecer. Sin embargo, la lámpara cae junto con Scrooge y Merlock le persigue transformado en grifo. Durante un forcejeo entre los dos en el aire, Merlock pierde el talismán y con ello su transformación y la habilidad de volar, muriendo tras la caída. Scrooge se las arregla para tomar la lámpara y pedir su segundo deseo, el cual restablezca todo a la normalidad. De vuelta en Duckburg, todo parece estar bien y los recuerdos de los acontecimientos parecen limitarse a Scrooge y su familia. Scrooge en un acto cascarrabias, amenaza con enviar a la lámpara al punto más profundo en el centro de la Tierra. Pero en vez de eso hace que su último deseo sea convertir a Genio en un niño de verdad. Después de la concesión de la voluntad, la magia ya no está con la lámpara y se consume en polvo. Para celebrar su nueva humanidad, Genio inicia un juego de policías y ladrones con los niños.
En la escena final, Scrooge pilla a Dijon tratando de robar el dinero de su cámara acorazada y le persigue por Duckburg a la vez que comienza a sonar la sintonía de la serie Patoaventuras.

## Producción
El animador Larry Ruppel compartió su experiencia durante la producción de la película: "Yo era el único americano que trabajan en el estudio de París en esta producción, los otros artistas creativos de comunicación por radio eran en su mayoría de Francia, Dinamarca, Australia e Italia, me gustaría añadir que esta pequeña película terminó siendo muy importante, ya que de los muchos notables profesionales de la animación tuvieron su comienzo en este proyecto. Además de mí mismo (he animado numerosos proyectos de Disney, también clásicos cortos de los hermanos Warner), hay, entre otros, animadores de Dreamworks como Sylvain Deboissy y Nicolás Marlet, el director francés de animación Pierre Lyphoudt, y también James ILM Baker y Jeannette Daniel. Para todos los europeos que trabajan en esta característica película de Disney, fue un sueño hecho realidad, porque la mayoría de nosotros estábamos trabajando en una película por primera vez en nuestras vidas, de manera que era nuestra Blancanieves. Como el único americano en el personal, hubo muchas ocasiones en que tuve que explicar a los supervisores u otros animadores el significado exacto de algunas frases de la jerga estadounidense utilizados en el diálogo de la secuencia de comandos".
Durante los títulos principales de la película, la fuente de los títulos es el de las películas de Indiana Jones. Esto fue, obviamente, en honor a la película “En busca del arca perdida” por el uso del cómic original de Carl Barks como parte de la inspiración de la antigua película de Indiana Jones (como la escena en la que Jones era perseguido por una roca, la cual estuvo inspirada en "Las Siete Ciudades de Cibola", uno de los títulos de los cómics del Tío Gilito o Tío Rico. Como también en la idea del mecanismo de ídolo en la escena de apertura del Arca Perdida, y las trampas mortales más adelante en la película se inspirarían en varios cómics del Tío Gilito o Tío Rico). Otro homenaje a las películas de Indiana Jones viene después en la película cuando alguien posee un gran parecido a Indiana Jones durante la escena en la que Gilito y Genio visitan el club de los arqueólogos.

## Elenco

### Versión en inglés original
- Alan Young - Scrooge McPato (Rico McPato/Gilito McPato)
- Russi Taylor - Huey, Dewey, Lewie (Hugo, Paco y Luis/Juanito, Jaimito y Jorgito) y Rosita
- Christopher Lloyd - Merlock
- Terrence McGovern - Joe McQuack
- Rip Taylor - Genio
- Richard Libertini - Dijon
- Joan Gerber - Sra. Betina Beakley
- Chuck McCann - Patista
- June Foray - Sra. Featherby

### Doblaje al español latinoamericano
- Arturo Mercado : Scrooge McPato (Rico McPato/Gilito McPato)
- María Fernanda Morales : Huey, Dewey y Lewie (Hugo, Paco y Luis/Juanito, Jaimito y Jorgito)
- Diana Santos : Rosita
- Luis Puente : Merlock
- Herman López : Dijon
- Raúl Aldana : Joe McQuack
- Ángela Villanueva : Sra. Beakley
- Esteban Siller : Bautista
- Gerardo Solís : El Genio

Adicionalmente, el doblaje hispanoamericano fue el mismo para España, con el cambio de que en ambos territorios se cambiaron nombres en los diálogos según los nombres por los que son conocidos los personajes, como en el caso de Scrooge (Tío Rico/Tío Gilito) y sus tres sobrinos.

## Premios
- 1991 - Nominada en los Young Artist Awards por Most Entertaining Family Youth Motion Picture - Animation.

## Estreno y recepción
La película no fue un éxito financiero, pero tampoco resultó ser un fracaso, ya que tuvo que hacer frente a la competencia de otras películas de tipo familiares de verano de gran escala como Problem Child, que probablemente fue la causa de que se dejase de lado la propuesta de una película basada en Chip 'n Dale: Rescue Rangers y se cambiara el título la película basada en la serie La Tropa Goofy a A Goofy Movie para no dar similitudes en el nombre de la película con el de la serie, y causó que los planes para posibles futuras películas basadas en Patoaventuras fueran dejadas de lado. Algunos de los críticos de los EE. UU. consideraron la película como una traición al Scrooge McDuck de los cómics de Carl Barks de la cual Patoaventuras estaba basada. Sin embargo, los críticos fueron en general más amables con la película, la cual todavía mantiene hoy en día un movimiento seguido por los fanes. En la revisión de la crítica de Rotten Tomatoes, la película tiene una puntuación del 89% en un "Certificado de frescura". Un dato curioso es que una de las película animadas más exitosas durante la década, Aladdín, producida por Disney casi dos años más tarde, también comparte muchos elementos con esta película.
El 16 de enero de 2006, la región de 1 DVD de “Patoaventuras La Película: El Tesoro de la Lámpara Perdida” fue relanzado como una exclusiva para Disney Movie Club y el Disney Movie Rewards Program.